# Проєкт Дедал (Дискавері)

## Про епізод
Проєкт Дедал — двадцять четвертий епізод американського телевізійного серіалу «Зоряний шлях: Дискавері» та дев'ятий в другому сезоні. Епізод був написаний Мішель Парадайз, а режисував Джонатан Фрейкс. Перший показ відбувся 14 березня 2019 року. Українською мовою озвучено студією «ДніпроФільм».

## Зміст
Адмірал Зоряного флоту Катріна Корнуелл таємно прибуває на «Дискавері», щоб допитати Спока. Пайк повідомляє адміралці — імовірно Відділ-31 причетний до спроби вивести з ладу споровий двигун «Дискавері». Спок пояснює — він не втік з бази Відділу-31, тому що прибув туди з власної волі і тому пішов теж з власного рішення. Сканування його мозку під час допиту вказує, що Спок говорить правду, стверджуючи — він не вбивав трьох співробітників. Бернем захищає Тайлера, вона впевнена — Еш не саботував спорову установку. Адміралка демонструє Пайку і Сару відеозаписи, на яких зображено, як Спок вбиває трьох лікарів. Корнуелл каже Пайку — треба вирушити до Центру керування Відділу-31 та перебрати ініціативу в свої руки. «Дискавері» бере курс на штаб Секції-31.
Ейріам переглядає свої спогади та зберігає самі приємні в свій архів. Тіллі спричиняє її спогад, як молода дружина після падіння шатла перетворилася в Ейріам. Майкл і Спок роздумовують про Червоного ангела — Стамец їх проганяє, бо не може зосередитися на тестуванні спорового рушія.
«Дискавері» підлітає до штабу Відділу-31 — він оточений мінним полем. Нан відвідує Ейріам — вона веде себе дещо дивно і не цілком контролює свою поведінку. «Дискавері» виходить із варпу і намагається зв'язатися із Відділом-31. Спецвідділ не відповідає — а мінне поле активоване. Адміралка Корнеулл надає маршрут проходження мінного поля і попереджає — захисні щити мають бути деактивовані (інакше притягуватимуться міни). Під час гри у вулканські шахи Майкл намагається протистояти Споку — натомість отримує звинувачення і болючі спогади; Спок навіть дозвзляє собі проявити емоції.
Мінні леза скеровуються до «Дискавері» й починають нищити обшивку корабля. «Дискавері» піднімає щити і починає маневрувати — у Ейріам знову починається нетипова поведінка; вона просто на містку починає щось завантажувати в бортовий комп'ютер. Несподівано Майкл розуміє — із ними веде гру комп'ютер. Ейріам відсилає електронне повідомлення і знову повертається до звичайного стану. «Дискавері» зупиняється — міни від нього відлітають. Адміралка Патар з Відділу-31 викликає «Дискавері» і повідомляє — наказ атакувати їх був відданий командуванням Зоряного флоту. Крістофер Пайк і Корнуелл не збираються здаватися й таки планують здійснити задумане. Спок пропонує Стамецу допомогу і за допомогою вулканської раціональної логіки швидко лагодить обладнання спорового двигуна.
Бернем, співробітник служби безпеки Нан та Ейріам потрапляють до штабу — там майже у всіх приміщеннях відключена система забезпечення життєдіяльності. Там вони знаходять персонал, включаючи керівництво відділу 31, мертвими — після того, як штучний інтелект 2 тижні до того відключив системи життєзабезпечення. Сару виявляє, що відділ 31 сфальсифікував кадри з використанням голограм, а Корнуелл спрямовує «Дискавері» до штабу 31 відділу, де зберігається штучний інтелект Зоряного флоту. За підробкою стоїть контрольна група, яка керувала відділом 31 при переслідуванні Спока. Тіллі здогадується — комп'ютерному центру щось потрібно від Ейріам. Ейріам штучним інтелектом було доручено відновити «Контроль» за діяльністю Зоряного флоту. Тим не менш, вірусом майбутнього, який вона несе, є сам «Контроль» і замість цього намагається завантажити знання Сфери про весь штучний інтелект у базу даних. Ейріам перехоплює повідомлення Пайка і вступає у боротьбу із Нан й Майкл. Бернем змогла відбитися від Ейріам й зачинити її в ізольованому приміщенні.
Тіллі в особистому спілкуванні змогла пробитися до альтер его Ейріам. Ейріам просить її викинути в космос, перш ніж Контроль отримає бажані знання, а Нан робить це, поки не пізно; перед самим розшлюзуванням Ейріам просить знайти проєкт «Дедал».
Ейріам помирає у відкритому космосі, переживаючи свій улюблений спогад з життя ще до того, як її технологічно доповнили.

## Сприйняття та відгуки
Станом на квітень 2021 року на сайті «IMDb» серія отримала 7.8 бала підтримки з можливих 10 при 3086 голосах користувачів. На «Rotten Tomatoes» 91 % схвалення при відгуках 11 експертів. Резюме слідуюче: «„Проєкт Дедал“ — це написана письменником дія в кімнаті, де команда „Дискавері“ в одному епізоді здійснює сюжетну лінію душ персонажів».
Оглядач «IGN» Скотт Коллура відзначав: «Цією історією „Зоряний шлях: Дискавері“ досяг ще однієї найвищої точки сезону, коли Ганна Чізман завершує короткий проміжок часу буття як Ейріам із незабутнім поворотом, який включає „Проєкт Дедал“ у список усіх кращих епізодів „Треку“».
В огляді Раян Брітт для «Den of Geek» писав: «Минулого тижня, коли Спок поінформував нас, що на кону поставлено майбутнє всього розумного життя у Всесвіті, інтелектуально, я знав, що це погано… але в емоційному плані насправді не дуже це відчував. Цього тижня „Дискавері“ зробив набагато кращу роботу, додавши цим питанням емоційну вагу. Втратити все розумне життя — це все-таки проблема з високими концепціями, яка є надто великою для мене, щоб я не виснажував свої емоції, але втрачаючи Ейріам і, можливо, втрачаючи цю родину „Дискавері“ (до якої зараз входить привабливо грізний Спок)? Так, це не весело».
Девон Мелоуні для «Vulture» відзначав: «Отже… Червоний Ангел повинен бути майбутнім Споком, так? А може, це Бернем з майбутнього? У будь-якому випадку, однією з найкращих частин „Зоряного шляху“ завжди була готовність персонажів виносити абсолютно божевільні питання задля вирішення проблем, і я розчарований нездатністю цієї команди розглядати найбожевільніші (і все-таки найімовірніші, з точки зору сюжету) можливості.».
Оглядач Зак Гендлен для «The A.V. Club» відгукнувся так: «„Проєкт Дедал“ дає вагомий приклад дійсно хорошого зворотного зв'язку, а саме: посилання на центральну ідею історії з оригінальної серії, яка переосмислює цю концепцію у щось нове. Ми дізнаємось, що „Контроль“, штучний інтелект, який стоїть за Відділом 31 (і, мабуть, майже всією Федерацією на той момент), став зламувачем. Чи контролює систему інша сторона чи ні, є загадкою. Але „цивілізація в руках злої машини“ була постійною сюжетною лінією в оригінальному „Зоряному шляху“. І бачити, як її повернули, лише з витоками власних подій Зоряного флоту, приємно, зроблено це досить акуратно»

## Знімались
- Сонеква Мартін-Грін — Майкл Бернем
- Даг Джонс — Сару
- Ентоні Репп — Пол Стамец
- Мері Вайзман — Сільвія Тіллі
- Енсон Маунт — Крістофер Пайк
- Джейн Брук — адміралка Корнуелл
- Ітан Пек — Спок
- Рейчел Анчеріл — Нган
- Ганна Чізман — лейтенантка Ейріам
- Емілі Коуттс — Кейла Делмер
- Патрік Квок-Чун — Ріс
- Ойін Оладейо — Джоан Овосекун
- Ронні Роу — лейтенант Брайс
- Алісен Даун — психіатр Зоряного флоту
- Тайлер Гайнс — Стефен
- Тара Нікодем — адміралка Патар